# 인천해송중학교
인천해송중학교(仁川海宋中學校)는 대한민국 인천광역시 연수구 송도동에 있는 공립 중학교이다.

## 학교 연혁
- 2009년 2월 23일 : 인천해송중학교 설립인가 (남녀 24학급)
- 2009년 3월 1일 :  초대 김혜경 교장 취임
- 2009년 6월 19일 : 인천해송중학교 개교식
- 2010년 11월 8일 : 영어전용교실 구축
- 2013년 3월 4일 : 2013학년도 22학급 편성 (1학년 9학급, 2학년 6학급, 3학년 7학급)
- 2018년 2월 9일 : 제8회 277명 졸업 (총 2,114명 졸업)
- 2023년 9월 1일 : 제6대 오승교 교장 취임
- 2024년 1월 5일 : 2023학년도 283명 졸업 (총 3,889명 졸업)
- 2024년 3월 4일 : 2024학년도 신입생 9학급 324명 입학

## 참고 자료
- 인천해송중학교 - 한국교육학술정보원 학교알리미